# Charitopes mellicornis
Charitopes mellicornis är en stekelart som först beskrevs av William Harris Ashmead 1890.  Charitopes mellicornis ingår i släktet Charitopes och familjen brokparasitsteklar. Inga underarter finns listade i Catalogue of Life.